# كوستا دي نوبيلي (بافيا)
كوستا دي نوبيلي (بالإيطالية: Costa de' Nobili)‏ هي بلدة تقع في مقاطعة بافيا بإقليم لومبارديا في شمال إيطاليا. تبلغ مساحة هذه المدينة 11.6 (كم²)، وترتفع عن سطح البحر 66 م، بلغ عدد سكانها 378 نسمة في عام 2004 حسب إحصاء المعهد الوطني للإحصاء.

## السكان
في سنة 1861 بلغ عدد السكان 1٬134 نسمة، وتطور العدد ليصل في سنة 2011 لـ 351 نسمة.
يظهر هذا المخطط البياني تطور النمو السكاني لـ كوستا دي نوبيلي (بافيا)